# Журавський Роман Петрович
Роман Петрович Журавський (3 червня 1948, Львів — 19 лютого 2017, Львів) — радянський футболіст. Захисник, виступав за СКА (Львів), ЛВВПУ (Львів), «Автомобіліст» (Житомир), «Динамо» (Київ), «Карпати» (Львів), «Металіст» (Харків), «Спартак» (Івано-Франківськ). Чемпіон Радянського Союзу 1971 у складі київського «Динамо». Майстер спорту СРСР.
Вихованець СКА (Львів). Виступав за збірну УРСР. Віце - чемпіон України ( Друга ліга чемпіонат СРСР, 1 зона) - 1973.